# Sadko (Sagengestalt)

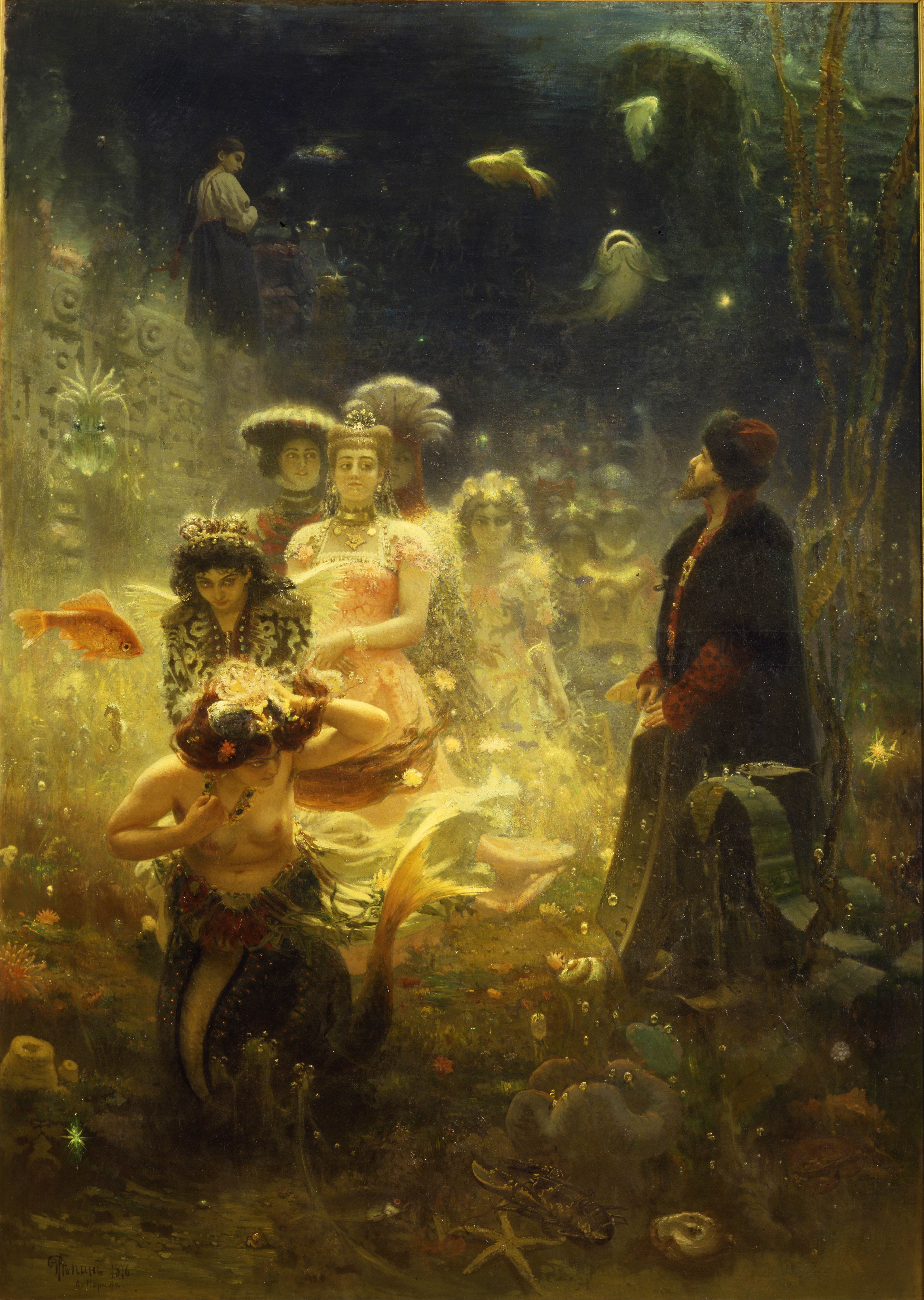
Sadko im Reich des Meereskönigs (Gemälde von Ilja Repin (1844–1930))

Sadko (Садко) ist der Name eines Helden aus der gleichnamigen Geschichte einer russischen Sage (Byline).

## Inhalt
Es handelt sich um einen Abenteurer, Händler und Gusli-Spieler aus Nowgorod. Die Figur beruht auf einem von Chronisten dokumentierten gleichnamigen Kaufmann aus dem 12. Jahrhundert.
Die variantenreich erzählte Sage handelt davon, wie Sadko durch den Meereskönig zu Reichtum kommt und ihm später auf dem Meeresgrund in die Fänge gerät, worauf er sich mit Hilfe des Heiligen Nikolaus befreien kann.

## Adaptionen
- Nikolai Andrejewitsch Rimski-Korsakow verfasste eine gleichnamige Oper in sieben Akten, die am 7. Januar 1898 im Moskauer Solodownikow-Theater Premiere hatte.[3]
- 1952 erfuhr der Stoff eine Verfilmung durch Alexander Ptuschko, der in der DDR unter dem Titel Lockendes Glück lief.[4]
- Eine russische Fernsehfassung entstand 1994 unter der Regie Brian Larges.[5]